# Pedro León (futbolista)
Pedro León Sánchez (Mula, Murcia, 24 de noviembre de 1986) es un futbolista español que juega de centrocampista y actualmente milita en el Real Murcia CF, equipo perteneciente al Grupo 2 de la Primera Federación.
Su hermano Luis León Sánchez fue ciclista profesional.

## Trayectoria
Su carrera futbolística empezó en las categorías inferiores del Muleño donde estuvo hasta el segundo año de infantil. De los infantiles del Muleño pasó al Nueva Vanguardia de Alcantarilla (Murcia) de la liga nacional juvenil dónde con solo 17 años debutó en el primer equipo que militaba en Preferente.
Los técnicos del Real Murcia ya le venían siguiendo, y se rumoreaba que el Real Madrid también. Pero finalmente se quedó con la propuesta grana. José Antonio García Franco, secretario técnico del Real Murcia y coordinador de las bases, cerró la contratación.
Gabi Correa, exjugador y entrenador de juveniles del Murcia fue el primer técnico que tuvo Pedro León tras su procedencia del Nueva Vanguardia y ya en su etapa juvenil afirmó que era un jugador llamado al éxito, que desborda con facilidad, controla bien el balón y tenía mucha habilidad para la estrategia.
El 15 de enero de 2005 el jugador, ya debutó en Segunda División, sustituyendo en el minuto 77 a Pulido en Lérida bajo la dirección de Mario Husillos. Esa misma temporada, en la que el jugador jugó siete partidos, ninguno como titular, se ganó a la afición con su gol ante el Ciudad de Murcia, rival local. La temporada 2006-07 fue su primer año como integrante del primer equipo del Real Murcia. Comenzó marcando buenos goles a balón parado, lo que llamó la atención de algunos clubes de primera división.
El 31 de enero de 2007 fue llamado a la selección española sub-21 por parte del seleccionador Iñaki Sáez para el partido amistoso contra Inglaterra. Se rumoreó que el entonces campeón de la Premier League, el Chelsea F. C., y el Real Madrid, estaban negociando por su fichaje.
No obstante ese verano terminó fichando por el Levante U. D. por 2,5 millones de euros, tras rechazar el club murciano una primera oferta de 1 millón, haciendo referencia a la cláusula de 5 millones de euros del jugador.
Entre los factores que propiciaron su marcha existe cierto misterio, aunque posiblemente tuviese que ver su distanciamiento con el técnico Lucas Alcaraz y su suplencia en el tramo final de competición, de lo cual ya se quejó en diversos medios durante los compromisos internacionales con la selección sub-21.
El 1 de septiembre de 2008, tras una rápida negociación, pasó a formar parte del Real Valladolid, con quien firmó un contrato de 4 temporadas. El precio del traspaso ronda los 300 000 euros y acabó así con una desagradable situación para el futbolista que no cobraba, como gran parte de la plantilla del Levante U. D.
El 27 de marzo de 2009 fue llamado de nuevo a la selección española sub-21 por parte del seleccionador Juan Ramón López Caro para el partido amistoso contra Suecia.
El 26 de agosto de 2009 se hizo oficial su fichaje por las próximas 5 temporadas por el Getafe C. F.

### Real Madrid
El 15 de julio de 2010 el Real Madrid C. F. oficializó el fichaje de Pedro León.
El 4 de agosto debutó con el Real Madrid, en un partido amistoso que ganaron por 3-2 al Club América de México.
El 7 de agosto marcó su primer gol con la camiseta del Real Madrid, en un partido amistoso contra Los Angeles Galaxy. El gol marcado por León representó la victoria del equipo merengue por 3-2.
El 15 de septiembre de 2010 debutó en Liga de Campeones en el Santiago Bernabéu, contra el Ajax, y el 3 de noviembre marcó su primer gol en la competición y su primer gol oficial con la camiseta del Real Madrid en San Siro, contra el A. C. Milan.

### Getafe C. F.

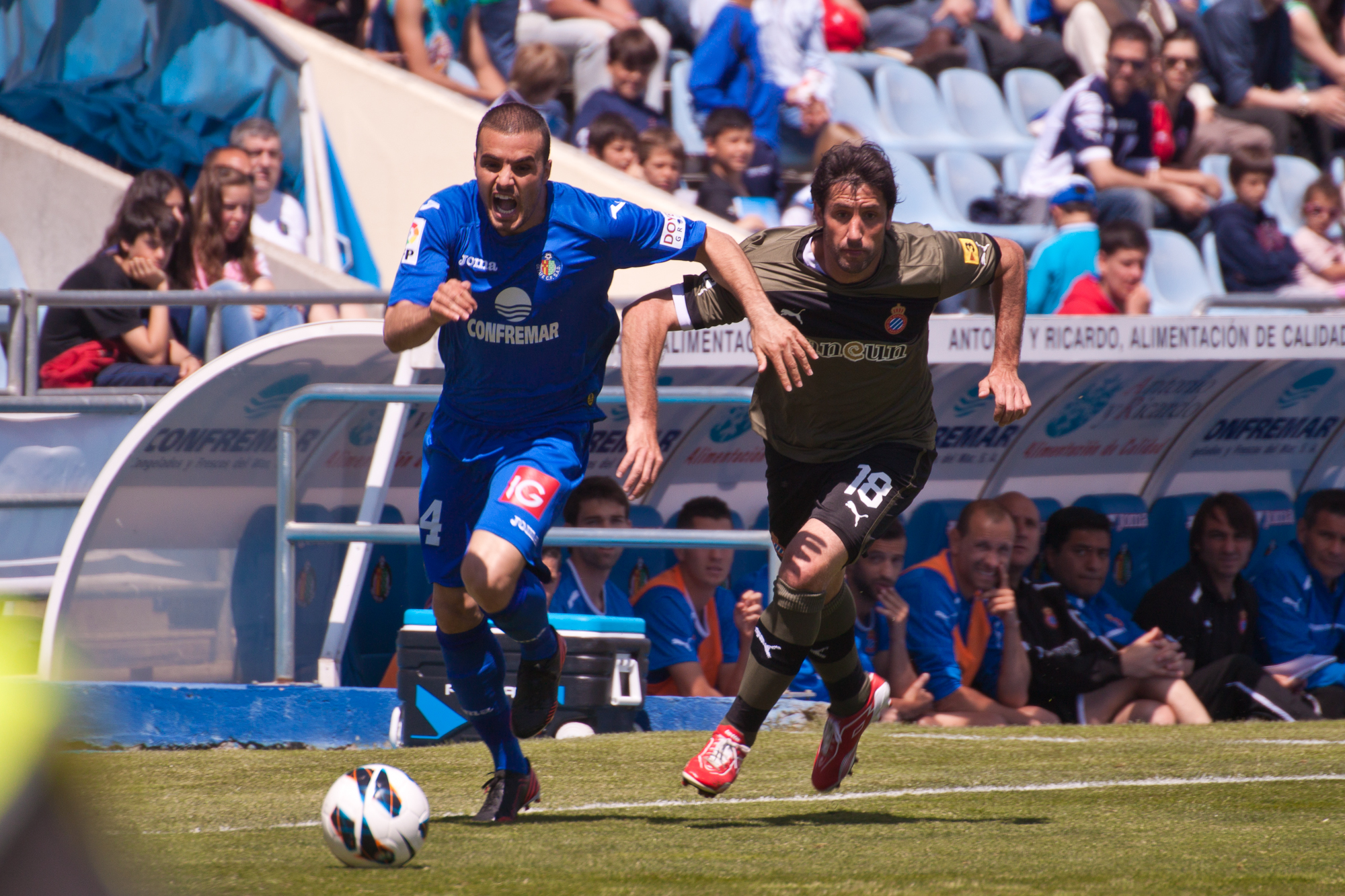
Pedro León disputando un balón contra Joan Capdevila Méndez.

El 31 de agosto de 2011 se hizo oficial la cesión al Getafe, club de donde procedía, con la obligación de ficharle en el verano de 2012.
Tras varias negociaciones entre ambos clubes, Getafe y Real Madrid, en verano de 2013 el presidente del club azulón anunció que dicho jugador era 100% del equipo azulón tras ejercer la compra obligatoria del jugador estipulada en su contrato, a pesar de que se debía realizar en 2012.
En septiembre de 2014 el jugador no fue inscrito por la LFP para disputar la temporada 2014-15 debido al límite salarial del conjunto azulón. Días después, la RFEF sí incluyó a Pedro León, aunque de nuevo días después LaLiga ratificó su primera decisión. La situación se resolvió finalmente el 24 de noviembre, el día del cumpleaños número 28 del jugador, y pudiendo de nuevo volver a jugar.

### S. D. Eibar
El 5 de julio de 2016 la S. D. Eibar anunció su fichaje. Debutó en la primera jornada en la derrota 2-1 ante el Deportivo de La Coruña, y en la siguiente anota su primer gol de penal en la victoria por 1-0 ante el Valencia C. F. Marcaría también en las dos jornadas siguientes ante Granada y Sevilla.

### Tramo final de carrera
Tras catorce temporadas seguidas en Primera División, el 1 de agosto de 2021 se comprometió con el C. F. Fuenlabrada por un año con opción a otro.
El 12 de julio de 2022, tras no seguir en Fuenlabrada después de descender a Primera Federación, se hizo oficial su vuelta al Real Murcia quince años después. Firmó por dos temporadas y seguirá en el club una vez se retire formando parte de la secretaría técnica.

## Clubes
| Club                  | País   | Año       |
| --------------------- | ------ | --------- |
| Real Murcia C. F.     | España | 2004-2007 |
| Levante U. D.         | España | 2007-2008 |
| Real Valladolid C. F. | España | 2008-2009 |
| Getafe C. F.          | España | 2009-2010 |
| Real Madrid C. F.     | España | 2010-2013 |
| Getafe C. F. (cedido) | España | 2011-2013 |
| Getafe C. F.          | España | 2013-2016 |
| S. D. Eibar           | España | 2016-2021 |
| C. F. Fuenlabrada     | España | 2021-2022 |
| Real Murcia C. F.     | España | 2022-     |

## Palmarés

### Campeonatos nacionales
| Título       | Club              | País   | Temporada |
| ------------ | ----------------- | ------ | --------- |
| Copa del Rey | Real Madrid C. F. | España | 2010-11   |